# Hensaussurea halmaturina
Hensaussurea halmaturina är en kackerlacksart som först beskrevs av Johann Gottlieb Otto Tepper 1893.  Hensaussurea halmaturina ingår i släktet Hensaussurea och familjen småkackerlackor. Inga underarter finns listade i Catalogue of Life.